# Kiralitet (fysik)
 For alternative betydninger, se Kiralitet. (Se også artikler, som begynder med Kiralitet)
Et kiralt fænomen er et, der ikke er identisk med dets spejlbillede. En partikels spin kan anvendes til at definere en håndethed for partiklen, som (i tilfælde af masseløs partikel) er den samme som kiralitet. En symmetri transformation mellem de to kaldes paritet. Invarians under paritet af en Dirac-fermion kaldes kiral symmetri.
Et eksperiment på den svage henfald af cobalt-60 kerner udført af Chien-Shiung Wu og samarbejdspartnere i 1957 viste, at paritet ikke er en symmetri af universet.